# Mer
Mer je naselje in občina v osrednjem francoskem departmaju Loir-et-Cher regije Center. Leta 2010 je naselje imelo 6.115 prebivalcev.

## Geografija
Kraj leži v pokrajini Orléanais v dolini reke Loare, 19 km severovzhodno od Bloisa.

## Uprava
Mer je sedež istoimenskega kantona, v katerega so poleg njegove vključene še občine Avaray, La Chapelle-Saint-Martin-en-Plaine, Courbouzon, Cour-sur-Loire, Lestiou, Maves, Menars, Mulsans, Suèvres in Villexanton z 11.924 prebivalci (v letu 2010).
Kanton Mer je sestavni del okrožja Blois.

## Zanimivosti
- cerkev sv. Hilarija iz 16. stoletja, obnovljena v 18. stoletju, na seznamu francoskih zgodovinskih spomenikov od leta 1912,
- cerkev sv. Anijana, Herbilly,
- Musée de la Corbillière, muzej lokalne zgodovine,
- Château de Chantecaille,
- Château de Beaumont.

## Promet
Na ozemlju občine severno od kraja se nahaja priključek na državno avtocesto A10, ki povezuje Pariz in Bordeaux preko Orléansa in Toursa.
- železniška postaja Gare de Mer ob progi Pariz Austerlitz - Bordeaux Saint-Jean;

## Pobratena mesta
- Kinver (Anglija, Združeno kraljestvo);